# Mollinedia corcovadensis
Mollinedia corcovadensis är en tvåhjärtbladig växtart som beskrevs av Janet Russell Perkins. Mollinedia corcovadensis ingår i släktet Mollinedia och familjen Monimiaceae. Inga underarter finns listade i Catalogue of Life.